# Cheyenne Rosenthal
Cheyenne Rosenthal (* 23. Juli 2000 in Brilon) ist eine deutsche Rennrodlerin.

## Werdegang
Cheyenne Rosenthal ist Sportsoldatin und lebt im Winterberger Stadtteil Silbach. Sie begann 2009 mit dem Rodelsport und startet für den BSC Winterberg.

### Jugend- und Juniorinnenzeit
Rosenthal durchlief die verschiedenen internationalen Wettbewerbsklassen im Rennrodelsport. Sie gab ihr Debüt im Jugend-A-Weltcup im Dezember 2015 auf der Kunsteisbahn Königssee. Bei einem deutschen Fünffacherfolg wurde sie Fünfte. Auch in ihren übrigen drei Saisonrennen erreichte sie einstellige Platzierungen, ohne jedoch das Podium zu erreichen.
In der folgenden Saison 2016/17 rückte Rosenthal in den Juniorenweltcup auf. Schon in ihrem ersten Rennen in Igls fuhr sie als Drittplatzierte hinter Hannah Prock und Jessica Tiebel auf den dritten Rang und damit erstmals auf das Podium. Auch beim folgenden Rennen in Oberhof, das zugleich die Junioreneuropameisterschaft war, fuhr sie hinter Tiebel und Prock auf den dritten Rang und gewann die Bronzemedaille. Es folgten die Juniorenweltmeisterschaften 2017 in Sigulda, bei denen Rosenthal als Zehntplatzierte nicht an die Erfolge der vorherigen Rennen anknüpfen konnte. Im weiteren Saisonverlauf wurde sie in Altenberg Fünfte und fuhr auf ihrer Heimbahn in Winterberg hinter Tiebel zum ersten Mal auf den zweiten Platz. In der Gesamtwertung der Rennserie belegte sie den fünften Platz.

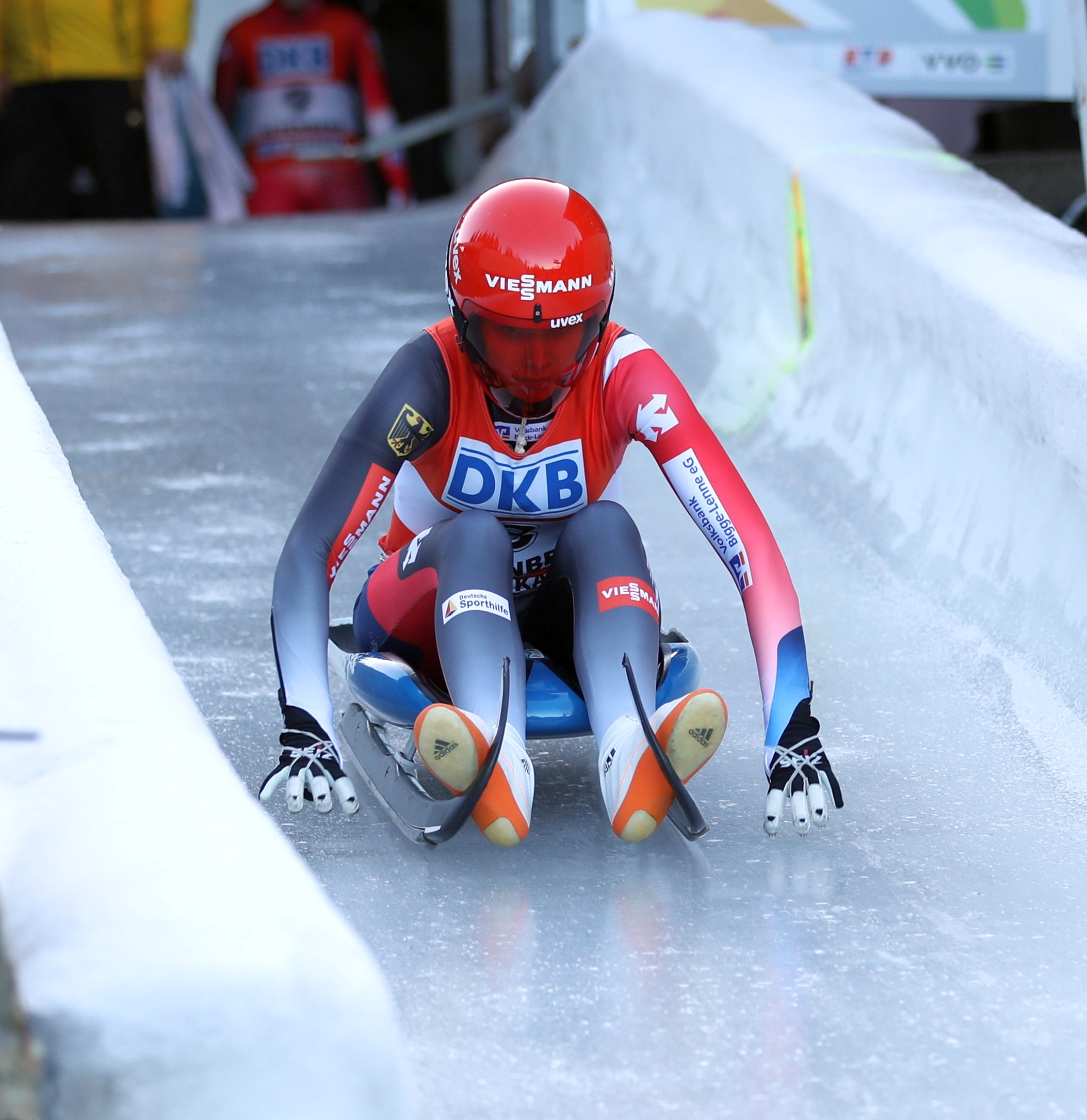
Rosenthal bei den Juniorenweltmeisterschaften 2018 in Altenberg

Die Saison 2017/18 begann im Dezember 2017 mit einem vierten und einem neunten Platz in Oberhof und Platz sechs in Königssee durchwachsen. Das neue Jahr startete mit dem ersten Sieg im Junioren-Weltcup auf der Bahn in Igls. Beim zweiten Rennen auf derselben Bahn musste Rosenthal sich nur der Lokalmatadorin Lisa Schulte geschlagen geben und gewann mit Max Langenhan sowie dem Doppel Hannes Orlamünder und Paul Gubitz den Mannschaftswettbewerb. Auch das Einzelrennen auf ihrer Heimbahn in Winterberg konnte sie, ebenso wie den Mannschaftswettbewerb an der Seite von Max Langenhan sowie Hendrik Seibert und Calvin Meister, für sich entscheiden. Da es zugleich die Junioreneuropameisterschaften waren, gewann Rosenthal beide Goldmedaillen. Zudem entschied sie die Gesamtwertung des Juniorinnenweltcups für sich. Somit reiste sie als eine der Favoriten zu den Rennrodel-Juniorenweltmeisterschaften 2018 in Altenberg an, konnte dieser Rolle aber nicht gerecht werden. Nach einem verpatzten ersten Lauf, nach dem sie nur auf Platz 16 lag, konnte sie sich im zweiten Durchgang nur noch auf den elften Platz verbessern.

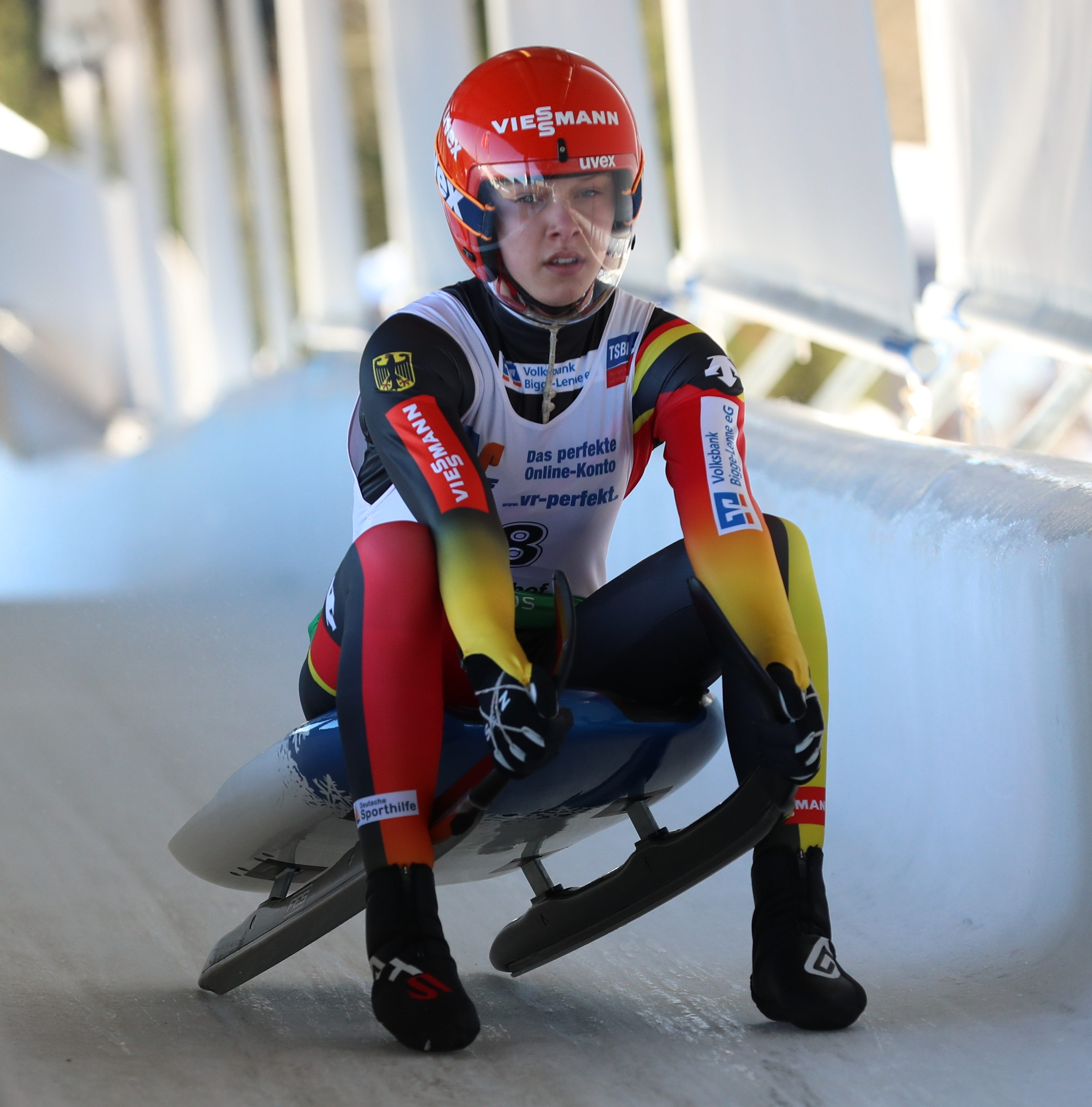
Rosenthal beim Juniorenweltcup in Oberhof, Februar 2019

Auch die Saison 2018/19 begann für Rosenthal erneut mit sehr durchwachsenen Leistungen. Auf den von den deutschen Nachwuchsfahrerinnen selten gefahrenen Strecken in Nordamerika zum Saisonauftakt konnte sie zunächst bei zwei Rennen in Park City mit den Rängen sechs und acht noch einstellige Platzierungen erreichen, beim dritten Saisonrennen in belegte sie mit Platz 21 in Calgary ihr mit weitem Abstand schlechtestes Karriereergebnis im Juniorenweltcup. Auch in St. Moritz–Celerina fuhr sie, zurück in Europa, nur auf den siebten Platz und erreichte damit gleichzeitig auch Platz sieben bei den Europameisterschaften. Beim folgenden Saisonhöhepunkt, den Rennrodel-Juniorenweltmeisterschaften 2019 in Igls fand sie wieder in die Erfolgsspur zurück und gewann ihr Einzelrennen vor der Italienerin Verena Hofer und ihrer Mannschaftskameradin Jessica Degenhardt. Mit der deutschen Mannschaft, zu der auch Max Langenhan und das Doppel Orlamünder/Gubitz gehörten, die ebenfalls die Titel in ihren Rennen gewannen, musste sich Rosenthal etwas überraschend der Mannschaft der gastgebenden Österreicher um Lisa und Bastian Schulte sowie dem Doppel Juri Gatt und Riccardo Schöpf geschlagen geben. Nach einem weiteren Sieg im Junioren-Weltcup auf ihrer Winterberger Heimbahn im Einzel und mit der Staffel sowie einem sechsten Platz in Oberhof wurde Rosenthal auch in der Gesamtwertung der Rennserie Sechste.

### Anfänge im A-Weltcup

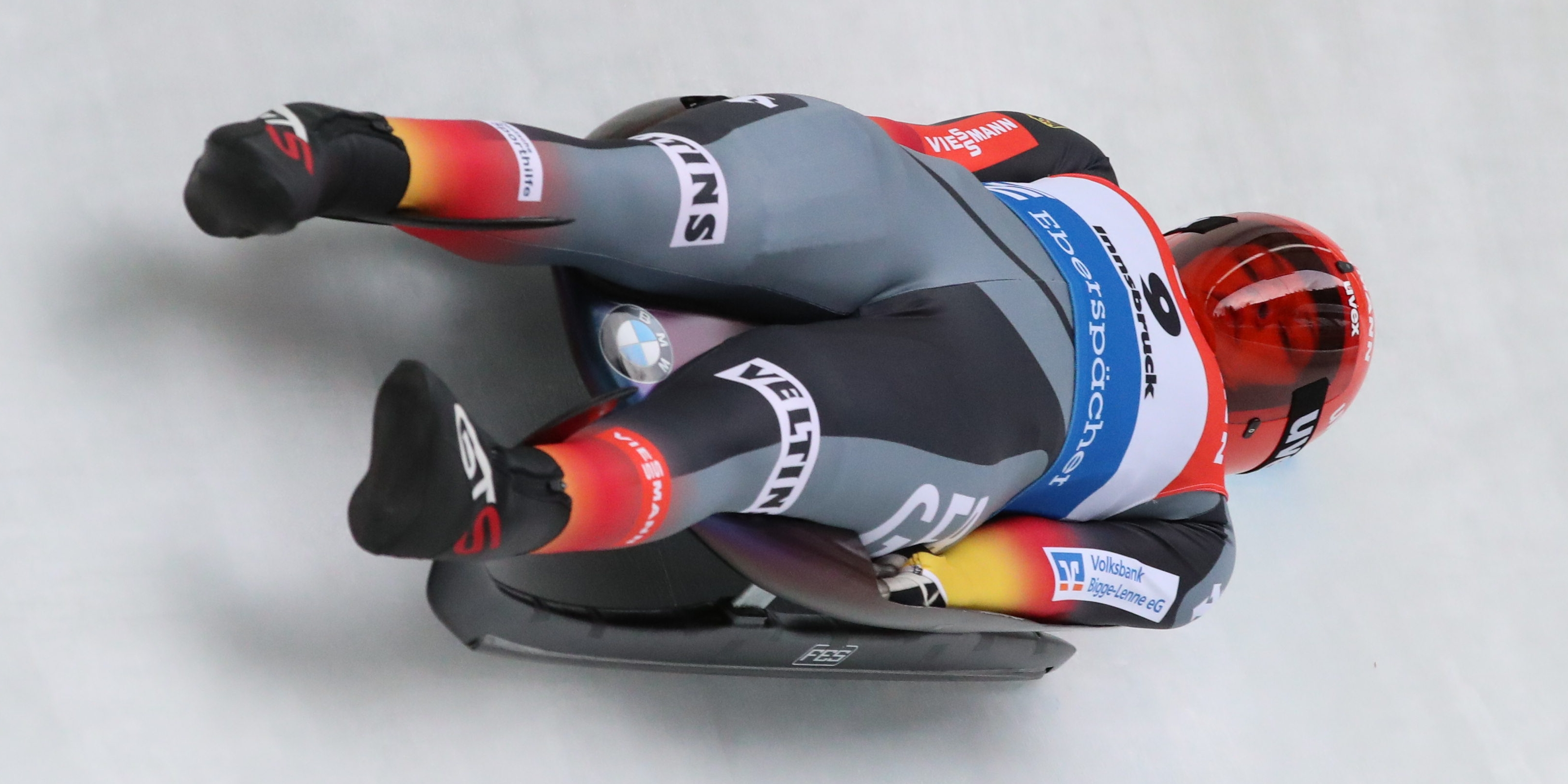
Rosenthal bei ihrem Weltcupdebüt in Innsbruck-Igls (2019)

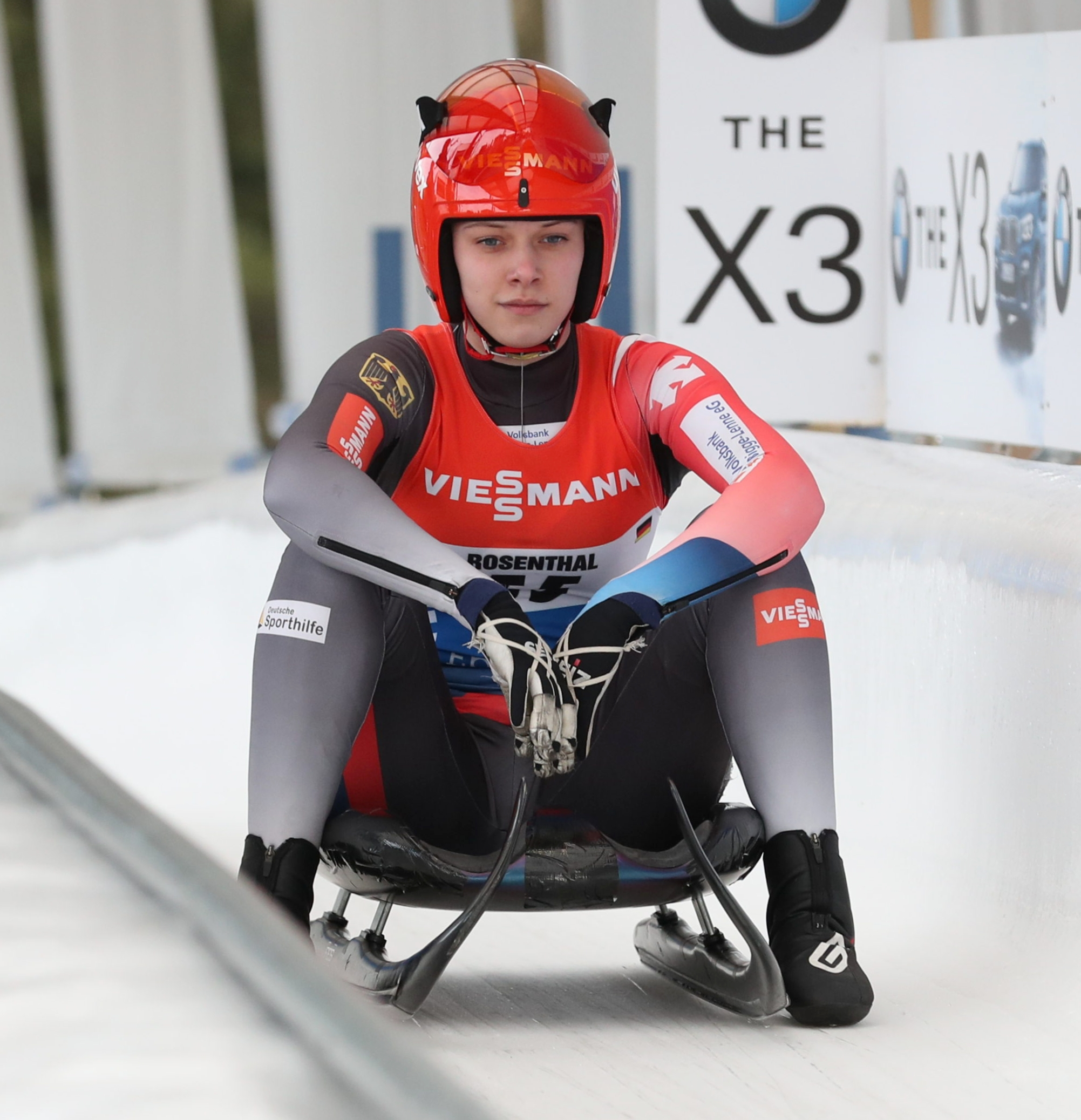
Rosenthal beim Gesetztentraining zum Weltcup in Oberhof (2020)

Nach dem Rücktritt von Tatjana Hüfner sowie den schwangerschaftsbedingten Ausfällen von Natalie Geisenberger und Dajana Eitberger kam es zur Saison 2019/20 zu einem weitaus früheren und radikalerem Umbruch im deutschen Frauenteam als geplant. Neben die gesetzte Julia Taubitz rückten die Nachwuchsfahrerinnen Jessica Tiebel, Anna Berreiter und eben Rosenthal als Jüngste der vier Athletinnen in das Weltcupteam. Rosenthal ging aufgrund einer Verletzung etwas gehandicapt in die Saison. Beim traditionellen Saisonauftakt in Igls konnte sie in ihrem ersten Rennen mit Rang neun sogleich eine einstellige Platzierung erreichen. Mit dieser Platzierung hatte sie sich zuvor auch schon über den Nationencup für das Weltcuprennen qualifiziert. Nicht mehr ganz so gut verlief das zweite Saisonrennen in Lake Placid. Nach einem ansprechenden Nationencuprennen, bei dem sie sich als Siebte für das Weltcuprennen qualifizierte, fuhr sie im ersten Durchgang auf den 15. Platz, der als Letzter Rang für eine Teilnahme am Sprintrennen am Tag darauf qualifiziert hätte. Nach einem schwächeren zweite Durchgang fiel sie jedoch auf den 17. Rang zurück und tauschte damit die Plätze mit ihrer Mannschaftskameradin Anna Berreiter und verpasste ihr erstes Sprintrennen.
Vor dem dritten Saisonrennen in Whistler musste Rosenthal aufgrund noch fehlender ausreichender Punkte wie auch in den Rennen zuvor als Neuling in die Qualifikation im Rahmen des Nationencups. Hinter Anna Berreiter fuhr sie dabei auf einen sehr guten zweiten Platz und konnte unter anderem alle hier weitaus erfahreneren Nordamerikanerinnen hinter sich lassen. Nach dem 12. Rang im ersten Wertungslauf konnte sie sich durch einen besseren zweiten Lauf mit der siebtbesten Zeit auf einen zehnten Gesamtrang platzieren und damit erstmals auch ein Sprintrennen der besten 15 erreichen. In diesem Sprintrennen fuhr Rosenthal hinter Tatjana Iwanowa und Emily Sweeney auf den dritten Platz und damit erstmals in ihrer Karriere auf das Podium in einem Weltcuprennen.
In den ersten Weltcuprennen des Jahres 2020 konnte Rosenthal ihre Form bestätigen und sich in der erweiterten Weltspitze etablieren. Auf der Rennschlitten- und Bobbahn Altenberg fuhr sie als drittbeste Deutsche auf den elften Platz. Zwei Wochen später wurde sie beim Weltcup in Sigulda als zweitbeste deutsche Rennrodlerin Achte im Einsitzer-Rennen, im Sprint erreichte sie ebenfalls als zweitbeste deutsche Athletin Platz fünf. Beim Weltcup auf der Rennrodelbahn Oberhof fuhr Rosenthal auf Platz zehn. Diese Form konnte sieh auch beim Saison-Höhepunkt bestätigen: Bei den Weltmeisterschaften 2020 im Sliding Center Sanki im russischen Krasnaja Poljana bei Sotschi fuhr sie im Sprint-Rennen auf den zehnten und im Einsitzer-Rennen auf den achten Platz und errang damit die Silbermedaille in der U23-Wertung hinter ihrer Teamkollegin Anna Berreiter. Die Junioren-Weltmeisterschaften in Oberhof verliefen mit Rang zehn für Rosenthal hingegen enttäuschend. Zum Abschluss der Saison fuhr sie beim Weltcup am Königssee mit Platz acht aber noch mal in die Top 10. Tags zuvor hatte sie beim Nationencup den dritten Platz belegt. In der Gesamtweltcupwertung erreichte Rosenthal Platz zehn.
Zur nachfolgenden Saison 2020/21 kehrten Geisenberger und Eitberger in den deutschen Nationalkader zurück, aus dem mittlerweile Tiebel freiwillig ausgeschieden war. Somit gab es eine Kandidatin mehr als Plätze. Rosenthal kämpfte mit den beiden Zurückgekehrten und Berreiter um drei freie Plätze, von denen sich schnell Geisenberger den ersten, etwas später Eitberger den zweiten sicherte. Beim abschließenden Duell um den Platz für das erste Saison-Trimester im Rahmen der Deutschen Meisterschaften 2020 unterlag Berreiter schließlich gegen Rosenthal. Beim ersten Rennen in Igls konnte sie mit einem guten siebten Platz in die Saison starten und verbesserte sich dabei vor allem durch einen sehr guten zweiten Lauf noch auf eine einstellige Platzierung.; damit war sie auch sicher für das Sprintrennen qualifiziert, bei dem sie 14. wurde. Eine Woche später verpasste sie in Altenberg die Top 10 nach einem zwei durchwachsenen Läufen. Nachdem sie in Oberhof nach dem ersten Lauf zunächst auf dem vierten Rang, erreichte sie aufgrund eines Fahrfehlers nur den neunten Platz. Anschließend gab Bundestrainer Norbert Loch ihrer Konkurrentin Berreiter den Vorzug für die Weltcups-Stationen Winterberg, Königssee, Sigulda und Oberhof II. Rosenthal erhielt bei der zweiten Igls-Veranstaltung des Winters nochmals die Chance für die teaminterne Qualifikation für die Weltmeisterschaften 2021. Diese verpasste sie jedoch mit Platz 11 (klassische Disziplin) und 12 (Sprint), erhielt aber das Startrecht für das Weltcupfinale in St. Moritz–Celerina, wo sie mit dem fünften Platz das beste Ergebnis der Weltcupsaison erzielen konnte. In der Gesamtwertung wurde sie schlussendlich mit 266 Punkten Fünfzehnte.

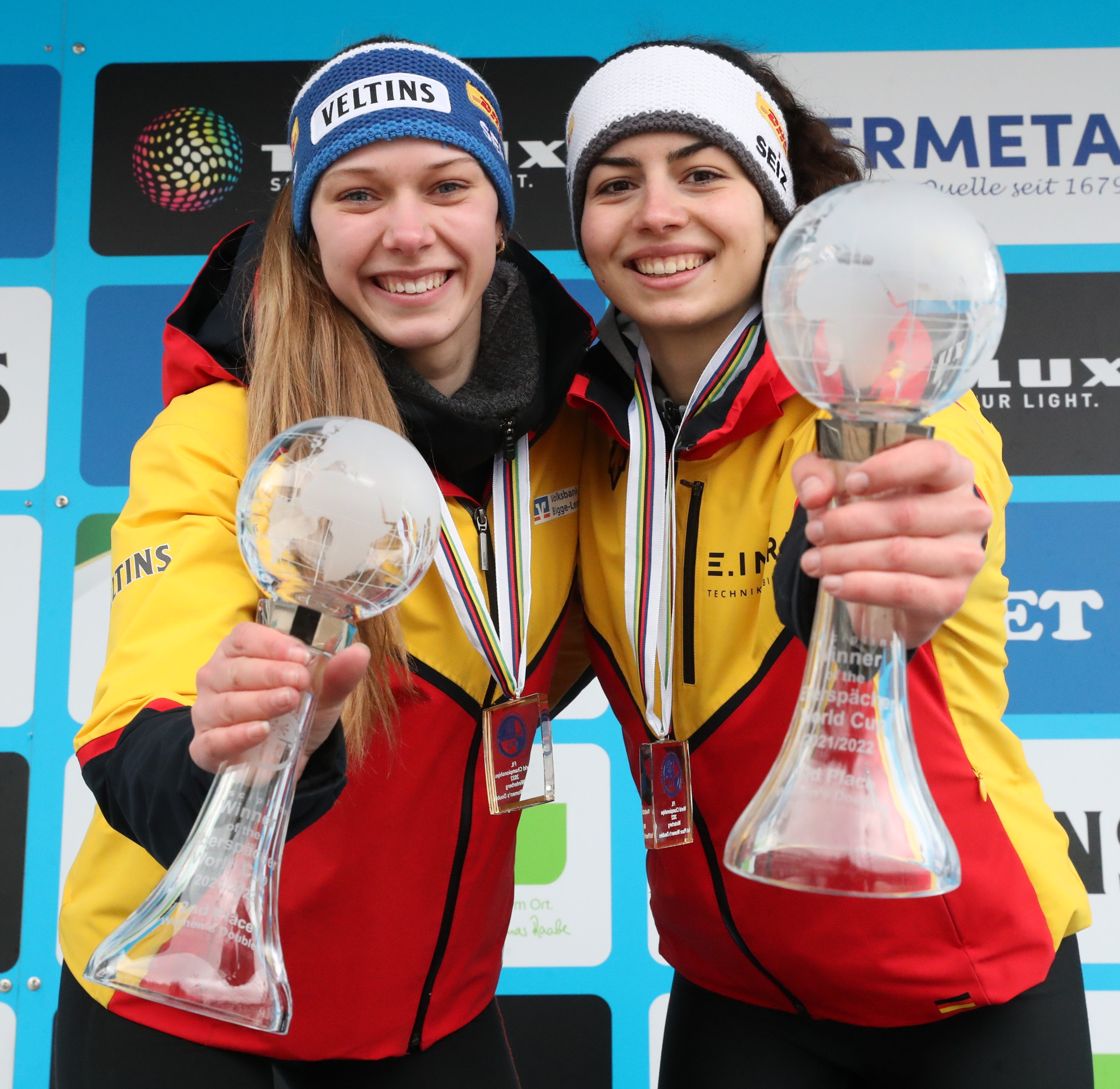
Jessica Degenhardt und Cheyenne Rosenthal mit den Goldmedaillen der Rennrodel-Weltmeisterschaft 2022 und der silbernen Glaskugel für den Rennrodel-Weltcup 2021/22

### Erfolge als Doppelsitzer-Rodlerin
Die Saison 2021/22 startete mit den Deutschen Meisterschaften in Altenberg, bei denen Rosenthal nur den fünften Platz im Einsitzer erreichen konnte. In der Teamstaffel reichte es zur Silbermedaille. In der Selektion für das Weltcup-Team musste sich Rosenthal aber ihren Konkurrentinnen Geisenberger, Taubitz, Eitberger und Berreiter geschlagen geben. Damit verpasste sie ebenso die Qualifikation für die Olympischen Winterspiele 2022, wurde aber als Doppelsitzer gemeinsam mit Jessica Degenhardt für die ersten beiden Rennen des Frauen-Doppelsitzer-Weltcups der Saison 2021/22, der im Rahmen des Junioren-Weltcups ausgetragen wird, bei der Station in La Plagne nominiert. Den Saisonauftakt gewannen die beiden mit einem deutlichen Vorsprung von mehr als einer halben Sekunde vor ihren teaminternen Konkurrentinnen Luisa Romanenko und Pauline Patz sowie Chevonne Forgan und Sophia Kirkby aus den Vereinigten Staaten; auch beim zweiten Rennen der Saison gelang der Weltcupsieg, erneut vor Romanenko/Patz, auf Rang 3 landeten Anda Upīte und Sanija Ozoliņa. Anstelle der Station Innsbruck-Igls bestritt Rosenthal den parallel stattfindenden Nationencup in Altenberg, den sie vor Emily Sweeney und Elīna Ieva Vītola gewann. In Oberhof kehrte sie in den Doppelsitzer-Weltcup der Frauen zurück und gewann mit Degenhardt beide Rennen souverän vor Viktorija Ziediņa und Selīna Zvilna sowie Maya Chan und Reannyn Weiler.
Bei den erstmals ausgetragenen Doppelsitzer-Weltmeisterschaften 2022 in Winterberg gewann Rosenthal mit ihrer Doppel-Partnerin Jessica Degenhardt den Titel.
Bei den Deutschen Meisterschaften in Oberhof zu Beginn der darauffolgenden Saison 2022/23 hatte sie zwar neben dem gemeinsam mit Jessica Degenhardt errungenen Titel in der Doppelsitzer-Konkurrenz im Einsitzer die Bronzemedaille gewonnen, dennoch konnte sie sich nicht für den Einsitzer-Weltcupkader qualifizieren. Gemeinsam mit Jessica Degenhardt ging sie aber im Doppelsitzer-Weltcup an den Start, der 2022/23 erstmals im Rahmen der Senioren-Weltcupserie ausgetragen wurde. Dort erreichte das Duo Rosenthal/Degenhardt mit Ausnahme von zwei Sprint-Rennen ausschließlich Podestplatzierungen: Neben zwei Weltcup-Siegen in Winterberg und in Sankt Moritz–Celerina standen vier zweite Plätze (Innsbruck, Park City, Altenberg, zweiter Weltcup in Winterberg) und vier dritte Plätze (Whistler, Park City (Sprint-Rennen), beide Weltcups in Sigulda, wobei eines der Rennen gleichzeitig die Europameisterschaft war) zu Buche. In der Weltcup-Gesamtwertung belegte das Doppel Rosenthal/Degenhardt den dritten Rang. Beim Saisonhöhepunkt, der Weltmeisterschaft 2023 in Oberhof, holte Cheyenne Rosenthal mit Jessica Degenhardt den Titel in der Doppelsitzer- sowie der Doppelsitzer-Sprint-Wertung.
Die Saison 2023/24 verlief für Degenhardt/Rosenthal ebenfalls erfolgreich: Insgesamt sechs Weltcups konnte das Doppel für sich entscheiden und damit die Weltcup-Wertung der Einzelrennen (ohne Sprints) gewinnen. Im Gesamtweltcup stand am Ende Platz zwei zu Buche. Bei den im Rahmen des Weltcups in Innsbruck-Igls ausgetragenen Europameisterschaften 2024 holte das Doppel Gold. Auch bei den deutschen Meisterschaften in Altenberg war das Duo erfolgreich und gewann sowohl die Einzelwertung als auch mit der Teamstaffel. Der Saisonhöhepunkt, die Weltmeisterschaften in Altenberg, jedoch verlief enttäuschend, als Cheyenne Rosenthal und Jessica Degenhardt gemeinsam nicht über die Plätze 13 (Einzelrennen) und 14 (Sprint) hinauskamen.
Die Saison 2024/25 wurde dominiert vom österreichischen Doppel Selina Egle und Lara Kipp. Sowohl bei den Weltmeisterschaften in Whistler als auch im Gesamtweltcup stand für das Doppel Degenhardt/Rosenthal ein zweiter Platz zu Buche.

## Erfolge
Weltmeisterschaften
- Sotschi 2020: 8. Einsitzer (gleichzeitig 2. der U23-WM), 10. Sprint
- Winterberg 2022: 1. Doppelsitzer Damen (im Rahmen der Rennrodel-Juniorenweltmeisterschaften ausgetragen)
- Oberhof 2023: 1. Doppelsitzer Damen (zudem Titel in der U23-Wertung), 1. Doppelsitzer Damen Sprint
- Whistler 2025: 2. Doppelsitzer Damen, 3. Mixed Doppelsitzer, 1. Teamstaffel

Europameisterschaften
- Sigulda 2023: 3. Doppelsitzer Damen
- Innsbruck-Igls 2024: 1. Doppelsitzer Damen, 2. Staffel
- Winterberg 2025: 2. Doppelsitzer Damen, 2. Staffel

Juniorenweltmeisterschaften
- Sigulda 2017: 10. Einsitzer
- Altenberg 2018: 11. Einsitzer
- Igls 2019: 1. Einsitzer, 2. Staffel
- Oberhof 2020: 10. Einsitzer

Junioreneuropameisterschaften
- Oberhof 2017: 3. Einsitzer
- Winterberg 2018: 1. Einsitzer, 1. Staffel
- St. Moritz–Celerina 2019: 7. Einsitzer

Weltcup
- Rennrodel-Weltcup 2019/20: 10. Platz (Gesamtweltcup Einsitzer Damen)
- Rennrodel-Weltcup 2020/21: 15. Platz (Gesamtweltcup Einsitzer Damen)
- Rennrodel-Weltcup 2021/22: 2. Platz (Gesamtweltcup Doppelsitzer Damen)
- Rennrodel-Weltcup 2022/23: 3. Platz (Gesamtweltcup Doppelsitzer Damen)
- Rennrodel-Weltcup 2023/24: 2. Platz (Gesamtweltcup Doppelsitzer Damen), 1. Platz (Weltcup Doppelsitzer Damen)
- Rennrodel-Weltcup 2024/25: 2. Platz (Gesamtweltcup Doppelsitzer Damen)

### Weltcupsiege

#### Weltcupsiege im Doppelsitzer
| Nr. | Datum         | Ort                 | Bahn                                 |
| --- | ------------- | ------------------- | ------------------------------------ |
| 1.  | 2. Dez. 2021  | La Plagne           | Piste de La Plagne                   |
| 2.  | 3. Dez. 2021  | La Plagne           | Bob- und Rennschlittenbahn La Plagne |
| 3.  | 17. Dez. 2021 | Oberhof             | Rennrodelbahn Oberhof                |
| 4.  | 18. Dez. 2021 | Oberhof             | Rennrodelbahn Oberhof                |
| 5.  | 11. Feb. 2023 | Winterberg          | Veltins-Eisarena                     |
| 6.  | 18. Feb. 2023 | St. Moritz–Celerina | Olympia Bob Run St. Moritz–Celerina  |
| 7.  | 15. Dez. 2023 | Whistler            | Whistler Sliding Centre              |
| 8.  | 6. Jan. 2024  | Winterberg          | Veltins-Eisarena                     |
| 9.  | 13. Jan. 2024 | Innsbruck-Igls      | Olympia Eiskanal Igls                |
| 10. | 10. Feb. 2024 | Oberhof             | Rennrodelbahn Oberhof                |
| 11. | 24. Feb. 2024 | Sigulda             | Bob- und Rodelbahn Sigulda           |
| 12. | 2. März 2024  | Sigulda             | Bob- und Rodelbahn Sigulda           |
| 13. | 15. Feb. 2025 | Pyeongchang         | Olympic Sliding Centre               |

#### Weltcupsiege in der Teamstaffel
| Nr. | Datum         | Ort        | Bahn                           |
| --- | ------------- | ---------- | ------------------------------ |
| 1.  | 16. Dez. 2023 | Whistler   | Whistler Sliding Centre        |
| 2.  | 7. Jan. 2024  | Winterberg | Bobbahn Winterberg             |
| 3.  | 11. Feb. 2024 | Oberhof    | Rennrodelbahn Oberhof          |
| 4.  | 3. März 2024  | Sigulda    | Rennrodel- und Bobbahn Sigulda |
| 5.  | 5. Jan. 2025  | Sigulda    | Rennrodel- und Bobbahn Sigulda |

Juniorinnen-Gesamtweltcup
- 2016/17: 5. Platz
- 2017/18: 1. Platz
- 2018/19: 6. Platz

Deutsche Meisterschaften
- Winterberg 2018: 7. Einsitzer, 2. Teamstaffel
- Oberhof 2019: 4. Einsitzer
- Königssee 2020: 4. Einsitzer, 3. Teamstaffel
- Altenberg 2021: 5. Einsitzer, 3. Teamstaffel
- Oberhof 2022: 1. Doppelsitzer Damen, 3. Einsitzer, 4. Teamstaffel
- Altenberg 2023: 1. Doppelsitzer Damen, 1. Teamstaffel
- Winterberg 2024: 1. Doppelsitzer Damen, 1. Teamstaffel